# Šimonovice
Šimonovice település Csehországban, Libereci járásban. Šimonovice Proseč pod Ještědem, Dlouhý Most, Hodkovice nad Mohelkou, Bílá és Liberec településekkel határos. Lakosainak száma 1500 fő (2024. január 1.).

## Népesség
A település lakosságának változását az alábbi diagram mutatja:
| Lakosok száma | 846  | 753  | 623  | 455  | 329  | 355  | 1143 | 1243 | 1383 | 1500 |
|               | 1869 | 1890 | 1921 | 1950 | 1980 | 2001 | 2017 | 2019 | 2022 | 2024 |